# 올 겨울에 찍을 영화
올 겨울에 찍을 영화(Film for the Coming Winter)는 한국에서 제작된 김경래 감독의 2021년 영화이다. 전세원 등이 주연으로 출연하였다.
김경래 감독은 제26회 부산국제영화제의 우연과 상상 부문에서 수상했다.

## 출연

### 주연
- 전세원

## 제작진
- 프로듀서: 손준영